# Lluís Nansen Salas
Lluís Nansen Salas (Lluís Salas, Lluís-Damià Salas Areny, Barcelona, 23 de gener del 1965, Nansen es el seu nom budista) és un mestre de budisme zen català, ordenat monjo zen el 1995, que ensenya la pràctica del Zen, basada en la meditació asseguda, el zazen, a Catalunya. Lluís Nansen Salas és un dels líders de l'Associació Zen Internacional de Taisen Deshimaru en la publicació de llibres de budisme zen a Espanya.

## Biografia
Lluís Nansen Salas és el segon d'una família de quatre germans, del barri de la Font d'en Fargues de Barcelona, de pare enginyer i mare mestra d'escola. Està casat amb Natàlia Barenys i és pare de dos fills. Va estudiar i llicenciar-se en Física Teòrica a la Universitat Autònoma de Barcelona. Ha treballat en una companyia multinacional d'assegurances. Lluís Nansen s'inicià en la pràctica del Zen a principis dels anys noranta, en l'històric dojo del carrer Montcada de Barcelona. El 1995 va ser ordenat monjo zen per Raphaël Doko Triet, en la línia del mestre zen japonès Taisen Deshimaru.
L'any 2008 creà el grup de pràctica Dojo Zen Barcelona Born amb un grup de practicants, al carrer Agullers, 18, al barri del Born de Barcelona. Un any més tard, el grup es traslladà a la Ronda Universitat, 14, de Barcelona, on Lluís Nansen establí un lloc de pràctica i creà els cursos de formació de meditació, mindfulness i Dharma, orientats a practicants occidentals. La seva comunitat, que es registrà com a Dojo Zen Barcelona Kannon al registre d'associacions religioses del Ministeri de Presidència l'any 2010, pertany a l'AZI, s'incorporà a la Unión Budista de España el 2019, i es va fer membre de la Coordinadora Catalana d'Entitats Budistes, de la qual Nansen és vocal de la junta directiva.
El 2016 Lluís Nansen va rebre la transmissió del Dharma, el shiho, de Roland Yuno Rech, que significà el seu reconeixement com a mestre en la tradició soto zen de la línia de Taisen Deshimaru. Del mestre Lluís Nansen s'ha dit que la seva formació científica, així com la seva confiança en l'experiència de cadascú, li permeten ensenyar el Dharma a partir de l'objectivitat i l'empirisme, de fàcil comprensió per al practicant occidental, i que en el Dojo Zen Barcelona Kannon, Centre Budista transmet una ensenyança basada en una pràctica forta de la meditació, zazen, en harmonia amb la vida quotidiana. L'any 2021 impartí classes de Budisme a la Universitat Rovira i Virgili, en el curs El budisme: de les seves arrels doctrinals a l'experiència viscuda, amb els professors Agustí Pàniker Vilaplana, Ismael Apud Peláez i Basili Llorca Martínez.
L'any 2022 fundà el Temple Zen de la Gran Via, a la Gran Via de les Corts Catalanes, 665, de Barcelona, on ensenya la pràctica del Zen fins a l'actualitat. El budisme s'ha expandit per tot el món en moltes escoles i branques als països occidentals i la trobada entre la modernitat i el budisme s'ha traduït en un producte cultural heterogeni anomenat ‘budisme modern’. Això, per a diversos autors, suposa una invenció recent, molt diferent del budisme tradicional. El cas de Lluís Nansen Salas és utilitzat com a paradigma de "traducció cultural," com a interpretació de les pràctiques budistes tradicionals, a partir de l'entorn cultural, històric i social i trajectòria biogràfica personal. Una traducció cultural que Ismael Apud considera una interpretació previsible.

## Obra
És un autor de llibres de budisme zen. A Viena Edicions, Ediciones Invisibles, i editats pel seu propi grup Zen Kannon.
- Zen Mediterrani. El Despertar Universal.  Barcelona: Viena Edicions, 2022. ISBN 9788418908521.
- Meditació Zen, L'art de simplement ser.  Barcelona: Viena Edicions, 2017. ISBN 8483309416
- Meditación Zen. El arte de simplemente ser. Barcelona: Ediciones Invisibles, 2017. ISBN 8494707019
- Mindfulness Zen, la consciència de l'ara. Barcelona: Viena Edicions, 2018. ISBN 9788483309810
- Mindfulness Zen, la consciencia del ahora. Barcelona: Ediciones Invisibles, 2018. ISBN 9788494707063
- Dharma Zen, l'ull de la joiosa revelació. Barcelona: Viena Edicions, 2019. ISBN 978-84-949592-9-5
- Dharma Zen, el ojo de la maravillosa revelación. Barcelona: Ediciones Invisibles, 2019. ISBN 9788494898761
- Ensenyances a Lluçà I.  Barcelona: Dojo Zen Barcelona Kannon, 2016.ISBN 978-84-608-9532-9.
- Ensenyances a Lluçà II. Barcelona: Dojo Zen Barcelona Kannon, 2017. ISBN 978-84-697-4818-3
- La mente del despertar. Enseñanzas Zen en Lluçà. Barcelona: Zen Kannon, 2019. ISBN 978-84-09-14170-8
- La llibertat inconcebible. Ensenyances Zen a Lluçà 3, Zen Kannon, Barcelona, 2020.

## Publicacions
Ha publicat en revistes, com la desapareguda: Zen. Revista de las Asociaciones Zen de España, on hi ha, entre altres articles, el que té la data de publicació més antiga, l'any 1997:
- Lluís Nansen Salas, “La voz procede de todas partes. El sutra de la Gran Sabiduría y la física de vanguardia coinciden en definir la naturaleza de ku y del cosmos”, Zen. Revista de las Asociaciones Zen de España, 1997, Barcelona, núm.12, pp. 12-14.

Més recentment, ha publicat també en revistes digitals, com Buddhist Door en espanyol, de les quals destaca, pel seu l'interès històric:
- Lluís Nansen Salas, "El dojo zen de la calle de Montcada de Barcelona". Buddhist Door en español, 25/02/2022.